# Eric Dolphy
Eric Allan Dolphy (født 20. juni 1928 i Los Angeles, USA, død 29. juni 1964 i Berlin i Tyskland) var en amerikansk altsaxofonist , fløjtenist og basklarinetist.
Dolphy hører til avantgardejazzens store inovatorer. Han var jazzens første store basklarinet solist, og han skabte en hel ny stil i sin måde at improvisere på, både på altsaxofon, fløjte og basklarinet. Han er mest kendt fra sit samarbejde med John Coltrane og Charles Mingus' grupper.
Han spillede tillige med Chico Hamilton, Herbie Hancock, Ornette Coleman, George Russell, Max Roach, Gunther Schuller, Oliver Nelson og Ron Carter.
Dolphy indspillede også plader i eget navn.

## Diskografi
- Status
- Dash One
- Outward Bound
- Looking Ahead
- Fire Waltz
- Out There
- Out to Lunch
- Far Cry
- Magic
- Here and There
- Live at the Fivespot , 1 , 2 & 3
- The Great Concert
- The Copenhagen Concert
- Quartet
- Live in Europe